# Harry Houdini
Harry Houdini (născut Erik Weisz; n. 24 martie 1874, Budapesta, Austro-Ungaria – d. 31 octombrie 1926, Detroit, Michigan, SUA) a fost un iluzionist american originar din Ungaria, actor și producător de film.

## Biografie
Houdini a murit de peritonită, în urma unei rupturi de apendice. Evenimentul care a dus la moarte, se crede a fi o reprezentație la universitatea McGill, unde un student, J. Gordon Whitehead, l-a întrebat pe Houdini dacă poate suporta să fie lovit în abdomen fără a simți nici o durere. Primind răspuns afirmativ, acesta l-a lovit de repetate ori pe magician, cauzându-i ruptura de apendice. Cum Houdini suferea de apendicită de câtva timp, el a refuzat tratamentul medical, continuând să călătorească.
Harry Houdini moare la spitalul Detroit's Grace, la ora 1:26 pm, în camera 401, pe 31 octombrie 1926, în vârstă de 52 de ani.
Houdini a petrecut ani întregi învățând cum funcționează mecanismele lacătelor și cătușelor, până a ajuns unul dintre cei mai mari experți din lume în domeniu. Maestru în deschiderea dispozitivelor de securitate de orice tip, avea talentul de a-și prezenta numerele de iluzionism într-o manieră unică. 
Aducea carismă și magnetism spectacolelor sale, hipnotizând audiența care ajungea să creadă în miracole. 
Magicianul, al cărui nume real era Erik Weisz, s-a născut în familia unor evrei din Ungaria. A plecat în Statele Unite împreună cu familia la vârsta de patru ani, principalele motive ale plecării rămân incerte, dar se bănuiește că antisemitismul a stat la baza acestei decizii. 
Tatăl lui Houdini a acceptat un post de rabin în Appleton, Wisconsin, unde a găsit o comunitate de unguri. Din nefericire însă, era foarte conservator, neputându-se adapta ideilor liberale americane. De aceea, a fost nevoit să plece. S-a mutat mai întâi în Milwaukee și apoi la New York. 
Familia avea tot timpul nevoie de bani, așa că tânărul Eric a acceptat tot felul de slujbe ciudate pentru a o ajuta. A plecat de acasă la 12 ani să-și caute norocul, dar după nici doi ani s-a întors la New York, unde familia lui încă mai locuia. 
La 17 ani a fost captivat de memoriile marelui magician francez Jean Eugene Robert-Houdin și nu este de mirare că a fost atras în lumea strălucitoare a spectacolului și magiei, unde a găsit faimă și bani. A fost atât de impresionat de viața lui Houdin încât, atunci când i s-a cerut un nume de scenă, pur și simplu a mai adăugat un "i" la numele acestuia, devenind Houdini. 

## Cătușe înlăturate și elefanți dispăruți

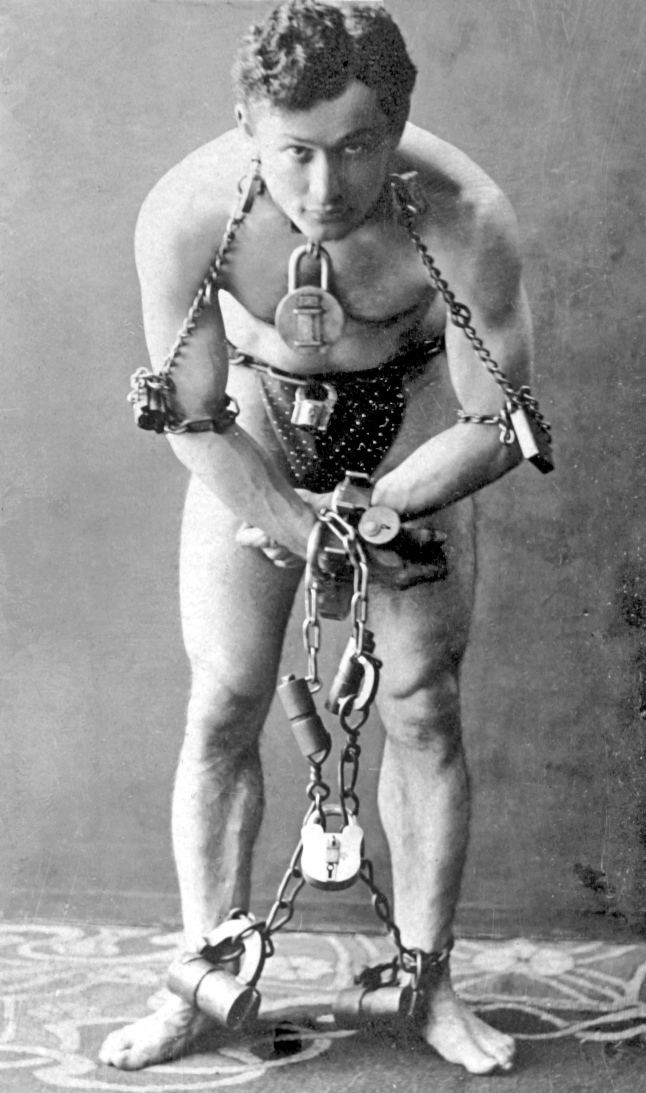
Houdini încătușat, 1899

Inițial, Houdini se specializase pe trucurile cu cărți de joc. La un moment dat, el chiar se autointitulase "Regele Cărților", însă adevărata faimă a câștigat-o după ce a început să apară pe scenă cu numere din ce în ce mai bizare și mai incitante. 
În 1895, căutând ceva diferit față de ceilalți artiști, el s-a gândit să provoace polițiștii unei secții, susținând că poate scăpa de cătușe și din celulă. În anii 1898-1899, în primul rând datorită acestor evadări spectaculoase, a început să fie cunoscut și apreciat, au apărut angajamente mai bune. 
Unul dintre numerele cu care a rămas în legendă este cel în care, pe hipodromul din Londra, a reușit să facă să "dispară" un elefant împreună cu dresorul său. 
În acea perioadă o cunoaște pe Wilhelminia Beatrice Rahner - "Bess", cu care se căsătorește pe data de 22 iunie 1895. Mariajul celor doi a însemnat unirea a două familii rigide, una catolică și cealaltă evreiască. Dar cei doi au învins prejudecățile.

## Față în față cu moartea
La începutul anului 1900 plecat în turneu în Europa, alături de soția lui, unde a continuat să pună la cale trucuri de iluzionism prin care înșela moartea. 
Cu timpul, datorită publicității, au venit angajamente din Franța, Olanda, Germania și Rusia. El și Bess au petrecut următorii cinci ani bucurându-se de succesul european. Pe măsură ce faima îi creștea, Houdini depășea toate recordurile de audiență în fiecare oraș, devenind cel mai bine plătit artist pe continent și în insulele britanice. 
În 1920, după decesul mamei sale, Houdini și-a canalizat întreaga energie în încercarea sa de a demasca falșii clarvăzători sau mediumi. Vasta sa experiență în ceea ce privește numerele de magie i-a permis să demaște mulți escroci care reușiseră să păcălească până atunci oameni de știință și cercetători renumiți. 
Mai mult decât atât, el a fost un membru al comitetului American Științific care oferea un premiu în bani oricărui medium care își putea demonstra clar abilitățile paranormale. 
Până la moartea sa, comitetul nu dăduse nici un premiu. Pe măsură ce faima sa de "vânător de fantome" creștea, el chiar începuse să se deghizeze și să participe la ședințe de spiritism, împreună cu un reporter și cu un ofițer de poliție. Probabil că cel mai faimos medium pe care l-a demascat a fost Mina Crandon, din Boston, care era cunoscută ca "Margery". 
Aceste activități l-au costat pe Houdini prietenia sa cu Sir Arthur Conan Doyle, creatorul lui Sherlock Holmes. Doyle credea cu tărie în spiritism, deși Houdini insista asupra ideii ca mediile spiritiste că se folosesc de anumite trucuri. Acesta a fost convins că Houdini însuși poseda puteri supranaturale, o părere exprimată în cartea sa „Granița Necunoscutului”. 
Se pare că Houdini nu a reușit să-l convingă că folosea doar elemente de scamatorie, în fața un public insuficient de antrenat ca să-și dea seama că era tras pe sfoară. Din această cauză, din prieteni, cei doi au ajuns să fie adversari în mod public.

## Halloween - o dată magică pentru căderea cortinei în cazul lui Houdini
Pe 22 octombrie 1926, în timpul unui spectacol la Princess Theater din Montreal, un student de colegiu, J. Gordon Whitehead, a cerut permisiunea de a testa duritatea mușchilor abdominali ai maestrului și l-a lovit. 
Acesta era un moment obișnuit al spectacolului, așa că magicianul a ignorat durerile abdominale care l-au cuprins pentru că nu avusese timp să contracte mușchii înainte de lovitură, continuând reprezentația. 
Ajuns la Detroit a doua zi, a fost diagnosticat cu apendicită acută, dar a insistat să continue spectacolele. Ultima apariție pe scenă a lui Houdini a fost la teatrul Garrick din Detroit, Michigan la data de 24 octombrie. Următoarea zi, el a fost dus de urgență la Spitalul Grace din cauza temperaturii ridicate, unde i-a fost extirpat apendicele cangrenat, însă peritonita deja se instalase. 
Houdini a murit de Halloween, pe data de 31 octombrie 1926, la vârsta de 52 de ani. 
Trupul neînsuflețit a fost dus la New York. Serviciul religios a avut loc în sala de festivități a Lojii Elks, din W. 43rd Street., la care au asistat peste 2000 de persoane. Houdini a fost elogiat de rabini, apoi a avut loc o ceremonie de rupere a baghetei, oficiată de Societatea Magicienilor Americani. 
Înmormântarea a avut loc la cimitirul Machpelah din Brooklyn, un loc pe care Houdini însuși îl alesese. 

## Ședințe de spiritism pentru Houdini
Înainte de moartea sa, Houdini a spus că îi va trimite soției sale un mesaj din lumea de dincolo, dacă va fi posibil. În fiecare an, de Halloween, soția sa organiza ședințe de spiritism, dar soțul ei nu a apărut niciodată. 
După zece ani, în 1936, după o ultimă încercare de a a lua legătura cu soțul ei defunct, ea a stins lumânarea pe care o ținea aprinsă încă de la moartea acestuia, spunând: "am așteptat destul. Zece ani e o perioadă de timp suficientă pentru a aștepta un bărbat". 
Chiar și în prezent, de Halloween, tradiția a rămas, organizându-se ședințe de spiritism pentru Houdini, ținute de Sidney H. Radner, un magician care posedă cea mai mare colecție de obiecte care i-ar fi aparținut lui Houdini. 

## Bănuit de spionaj pentru SUA și Marea Britanie
La 80 de ani de la moarte, o biografie a lui Houdini avansează ideea că acesta a fost mai mult decât un simplu artist. Biografia se numește "The Secret Life of Houdini: The Making of America's First Superhero" și a fost lansată în luna octombrie 2006, pentru a comemora moartea lui Houdini. 
Autorii cărții, William Kalush și Larry Sloman, indică faptul ca Houdini a lucrat ca spion pentru Scotland Yard, a monitorizat anarhiști ruși și a vânat răufăcători pentru serviciile secrete din Statele Unite și Marea Britanie. Aceștia au făcut legătura după ce au citit un jurnal aparținând lui William Melville, un spion britanic, ce-l menționa la un moment dat pe Houdini. 
Melville, în timp ce lucra pentru Scotland Yard, la începutul secolului XX, l-a ajutat pe Houdini să devină celebru în Europa ca iluzionist, aranjându-i un contract cu Teatrul londonez și furnizându-i o pereche de cătușe. Biografia sugerează că în schimbul ajutorului lui Melville, Houdini a fost de acord să lucreze ca spion pentru serviciile secrete britanice. 
Houdini va rămâne în istorie ca fiind unul dintre cei mai mari iluzioniști ai tuturor timpurilor. El a experimentat tot ce este posibil în viața unui om: a emigrat în America, a trebuit să muncească de la vârsta de opt ani, la 12 ani a fugit de acasă, iar la scurt timp a devenit unicul susținător al familiei sale.